# Păcureți
Păcureți község és falu Prahova megyében, Munténiában, Romániában.  A hozzá tartozó települések: Bărzila, Curmătura, Matița és Slavu.

## Fekvése
A megye középső részén található, a megyeszékhelytől, Ploieștitől, harminckét kilométerre északra, a Lopatna, Saratel és Tulburea patakok mentén, a Szubkárpátok dombságain.

## Történelem
A 19. század végén a község Prahova megye Podgoria járásához tartozott és Păcureți valamint Matița falvakból állt. A községi iskolát 1864-ben alapították. A község területén volt két templom, egy-egy mindkét faluba, a Păcureți-t 1807-ben, a Matița-it pedig 1800-ban szentelték fel.
1925-ös évkönyv szerint a községhez tartoztak még Slavu és Bărzila falvak is. A községnek ekkor 2612 lakosa volt. 1931-ben Bărzila, Matița, Păcureți, Nucet és Slavu falvak alkották a községet.
1950-ben közigazgatási átszervezés alapján, a Prahova-i régió Teleajen rajonjához került, majd a Ploiești régióhoz csatolták.
1968-ban ismét megyerendszert vezettek be az országban, a község ekkor ismét Prahova megye része lett, és ekkor helyezték közigazgatási irányítása alá a további három falut is. Nucet falut ekkor helyezték át Gornet községhez.

## Lakossága
| Nemzetiségek | 2002 | 2002    |
| ------------ | ---- | ------- |
| Románok      | 2289 | 100,00% |
| Összesen     | 2289 | 100,0%  |